# Stawki (województwo warmińsko-mazurskie)
Stawki (niem. Stawken, 1938–1945 Staken) – wieś w Polsce położona w województwie warmińsko-mazurskim, w powiecie węgorzewskim, w gminie Węgorzewo.
W latach 1975–1998 miejscowość położona była w województwie suwalskim.